# 萊恩·墨菲 (編劇)
萊恩·墨菲（英語：Ryan Murphy，1965年11月9日—）是一位美國電影和電視的編劇、導演和製作人。他的著名作品包括電視影集《整容室》、《歡樂合唱團》和《美國恐怖故事》。

## 成長背景
墨菲成長於美國印第安那州印第安納波利斯的一個愛爾蘭天主教家庭，一到八年級都就讀於天主教學校，然後畢業於瓦倫中央高中。他形容他的母親是“為了在家照顧兩個兒子而放棄一切的選美皇后（a beauty queen who left it all to stay at home and take care of her two sons）”，她在傳播界工作超過20年，並且在退休前寫了5本書。他的父親則是在報業擔任發行總監，工作了30年後退休。墨菲在出櫃成為一位同性戀者後，他去看了他的第一位治療師，但被評斷為“除了太早熟以外沒有任何問題（nothing wrong with him other than being "'too precocious for his own good'"）”。小時候墨菲曾經參與合唱團的演出，因此給了他之後創作《歡樂合唱團》的靈感。
高中畢業後，墨菲選擇就讀印第安那大學布魯明頓校區。在學期間，他成為校刊《印第安那學生日報》的編輯之一，並且參加了學校的歌舞合唱團「歡唱印第安那人」（Singing Hoosiers）。

## 職業生涯
墨菲先在幾家報社擔任記者，包括《邁阿密先驅報》、《洛杉磯時報》、《紐約每日新聞》、《諾克思維爾新聞哨兵》及《娛樂周刊》，直到1990年代，當史蒂芬·史匹柏買下他的劇本《為何我不能成為奧黛麗·赫本?》（Why Can't I Be Audrey Hepburn?）時，才開始他的編劇生涯。

### 電視圈
1999年，墨菲以一部青春喜劇影集《受歡迎》開啟他的電視圈職涯，這部影集在WB電視網上映了兩季。
接著墨菲創作了金球獎戲劇類最佳影集《整型春秋》，在美國FX電視網播出，不論在商業上和評論上都獲得成功。他本人也擔任許多集的製作、編劇和導演。2004年，墨菲由於他傑出地導演這部影集而獲得了他的第一個艾美獎提名。這部影集的經典台詞「告訴我妳對妳自己哪裡不滿意」，是墨菲在擔任記者調查比佛利山的臥底整形事件時，由一位受訪的外科醫生處聽來的。
墨菲也製作過幾個不成功的作品，包括由黛爾塔·伯克和希瑟·馬塔拉佐主演的WB電視網情境喜劇試片《聖薩斯》（St. Sass），以及美國FX電視網試片《漂亮英俊》，然而兩部影集都沒有獲選繼續製作。
FOX的音樂喜劇影集《歡樂合唱團》是墨菲著名影集之一，由墨菲與布萊德·佛查克及伊恩·布倫南共同創作。2009年5月19日，福克斯廣播公司在《美國偶像》決賽之後播映了《歡樂合唱團》的試映集，之後在2009年9月9日正式播出《歡樂合唱團》第一集。由於初期13集的成功，讓福克斯廣播公司加訂了將於春季播映的9集，使得《歡樂合唱團》成為2009年秋季新影集中唯一一部獲得完整一季22集合約的影集。在第一季播映到後半段時，福克斯廣播公司更宣布由於《歡樂合唱團》的高收視率和正面評價，該公司已經訂購第二季及第三季。墨菲因為導演《歡樂合唱團》試映集而贏得了他的第一座艾美獎，《歡樂合唱團》則是獲得了破紀錄的19項提名，並在四個分類中贏得艾美獎，然而在喜劇類最佳影集中輸給了《摩登家庭》。《歡樂合唱團》第二季獲得了12項艾美獎提名。歷經7年的時間，《歡樂合唱團》正式以最終六季於2015年3月20日完結。
墨菲與佛查克正在進行的另一個節目是2011年10月5日開始在美國FX電視網播映的《美國恐怖故事》，該劇第一季一共12集，在2011年12月21日播映完畢。2011年10月31日該劇獲得第二季13集的合約，即便下一季將會是完全不同的角色、地點和劇情設定。該劇也算是默菲相當成功的作品之一，該劇每季皆以不同主題呈現故事，目前預定於2016年播出第5季。
墨菲是真人實境秀節目《歡樂合唱爭霸戰》的四位執行製作之一，該劇於2011年6月12日於奧克斯勁頻道播映，記錄了一群參賽者競爭七集《歡樂合唱團》演出合約的過程，每一週都會有一位參賽者出局，直到冠軍得主在最後一集選出為止。該節目於2012年第二季季終後結束。
墨菲和《歡樂合唱團》的共同製作人阿里·艾德勒共同創作一齣半小時的喜劇影集《另类家庭》於2012年9月10日首播，劇情是關於一對男同性戀和一位幫他們生小孩的代理孕母，該劇於NBC播映。根據《娛樂周刊》報導，ABC、NBC和FOX都參與競標這個節目，最後由NBC得標。該劇在播映一季後正式取消。
2015年，默菲開創了兩部新影集，第一部是訂於2015年9月在FOX首播的《尖叫女王》，第二部則是預計在2016年播出的仿製《美國恐怖故事》類型的犯罪影集《美國犯罪故事》。

### 電影圈
2006年，墨菲根據歐各思坦·柏洛斯的回憶錄編劇並導演了電影《一刀未剪的童年》，由安妮特·班寧、艾力·寶雲和布萊恩·考克斯主演，並由喬瑟夫．克羅斯飾演年輕時的柏洛斯。
2010年墨菲導演了茱莉娅·罗伯茨主演的《享受吧！一個人的旅行》，該片根據伊丽莎白·吉尔伯特的回憶錄改編。這部電影獲得了商業上的成功，但是影評對於該片的節奏和缺乏信譽給了很糟的評價。這部電影的全球票房是204,482,125美元。
2012年1月20日，消息指出墨菲導演的下一部電影將是改編自賴瑞·克拉瑪的百老匯音樂劇《平常心》，由马克·鲁法洛、茱莉娅·罗伯茨、艾力·寶雲、马修·鲍默和吉姆·帕森斯等人演出。
在2011年，墨菲將有幾部電影同時開始進行：包括一部政治喜劇片《下流伎倆》（Dirty Tricks）；一部整形外科驚悚片《臉》（Face）；和一部情色驚悚片《需要》（Need）。

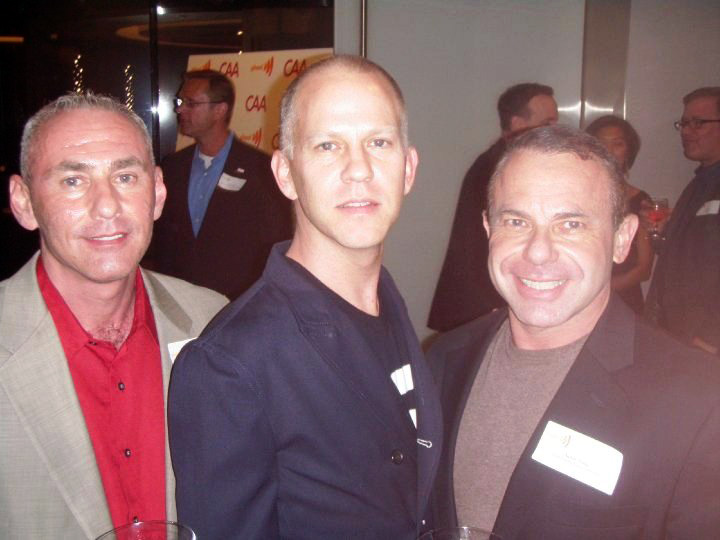
(由左至右)州長特任官（Governor's appointee）唐·諾特、《歡樂合唱團》共同製作人萊恩·墨菲、和唐·諾特的伴侶也是同志運動者凱文·諾特。攝於同性戀反歧視協會(G.L.A.A.D)2010年春季慈善活動

## 個人生活
墨菲是一個已出櫃的同性戀者，他成長於天主教家庭，並且仍然會上教堂。墨菲同時也為青年說書人基金會擔任顧問。
在2011年6月17日，墨菲公布了他與相識15年的男伴訂婚的消息。
墨菲曾經擁有一間由著名的中世紀現代建築師卡爾·梅森設計的房子。

## 爭議
墨菲與某些著名的樂團或其成員之間發生過爭執，包括槍與玫瑰的史萊許、喷火战机乐队的戴夫·格羅爾，以及里昂王族的主唱卡勒伯·法勒威爾（Caleb Followill）和鼓手奈森·法勒威爾（Nathan Followill）。這些爭論通常是由於樂手們拒絕墨菲將他們的歌曲用在《歡樂合唱團》中。

## 外部連結
- Ryan Murphy在互联网电影资料库（IMDb）上的資料（英文）
- Ryan Murphy – MIPtalk.com interview